# Hama
|  | Aquest article tracta sobre la ciutat siriana. Si cerqueu gerra utilitzada en la missa per portar l'aigua i el vi, vegeu «setrillera de Missa». |

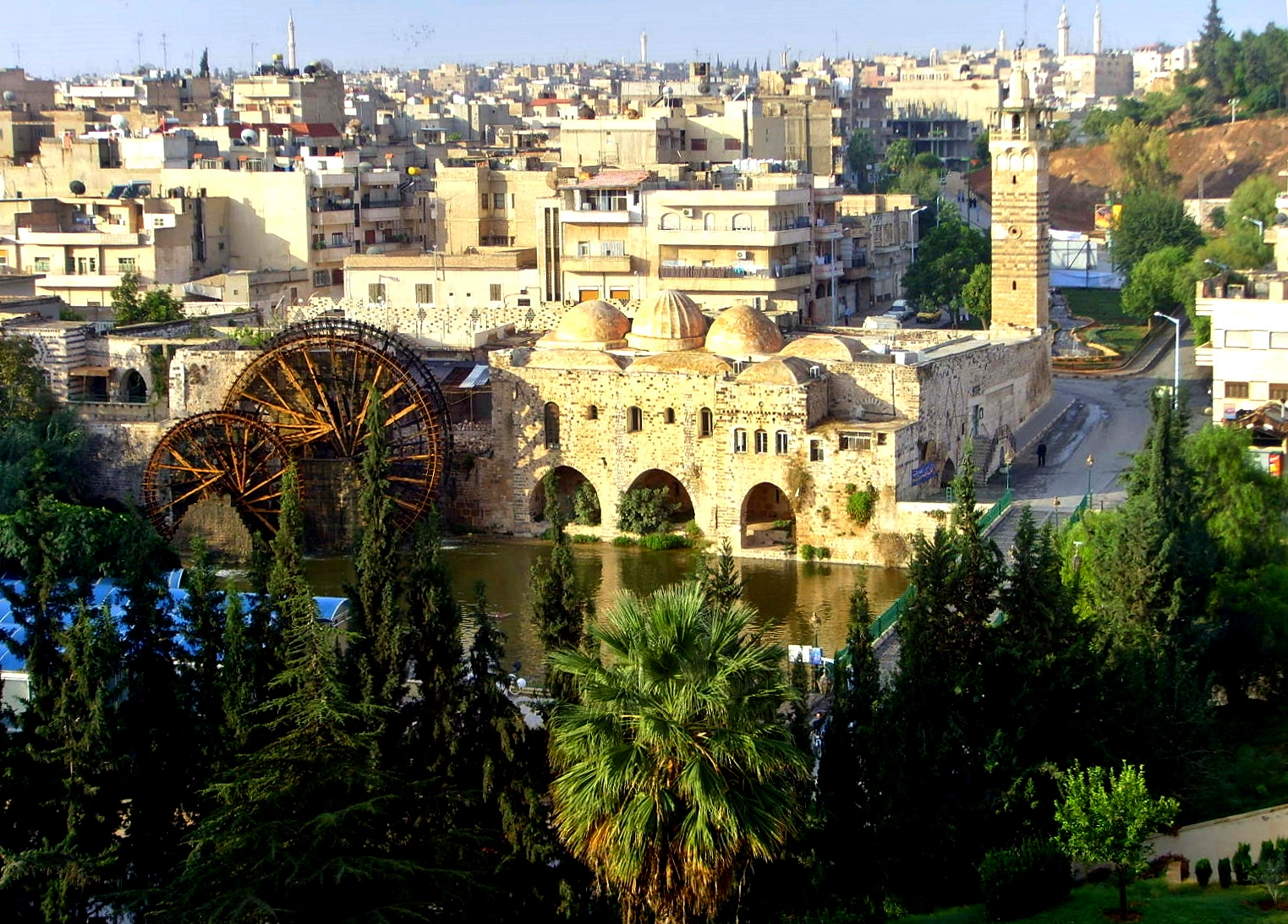
Vista de la ciutat amb l'Orontes

Hama o Hamah, abans Hamat o Hamath (àrab: حماة, Ḥamā, literalment ‘fortalesa’) és una ciutat de Síria a la riba de l'Orontes, al nord de Damasc. És capital de la governació d'Hama. Té una població de 410.000 habitants i és la cinquena ciutat del país després de Damasc, Alep, Homs i Latakia. Hama és famosa per les seves disset sínies d'època romana d'Orient, alguna de fins a 20 metres de diàmetre; les més grans són la d'al-Mamunye (restaurada el 1453) i la d'al-Muhammediye (restaurada al segle xiv) i foren utilitzades per portar aigua cap als aqüeductes. Altres construccions singulars són:
- El museu, a l'antiga residència del governador otomà del segle xviii, conegut com a palau Azem
- Mesquita Nur Al-Din (al-Nuri), acabada el 1163 per Nur-ad-Din Mahmud després del terratrèmol de 1157
- Mesquita mameluca d'al-Izzi (segle xv)
- Mesquita i mausuleu d'Abu-l-Fidà, governant de la ciutat i historiador
- Mesquita al-Hasanain, també obra de Nur al-Din
- Gran mesquita, destruïda pels israelians el 1982 i reconstruïda

## Història

### Antiguitat

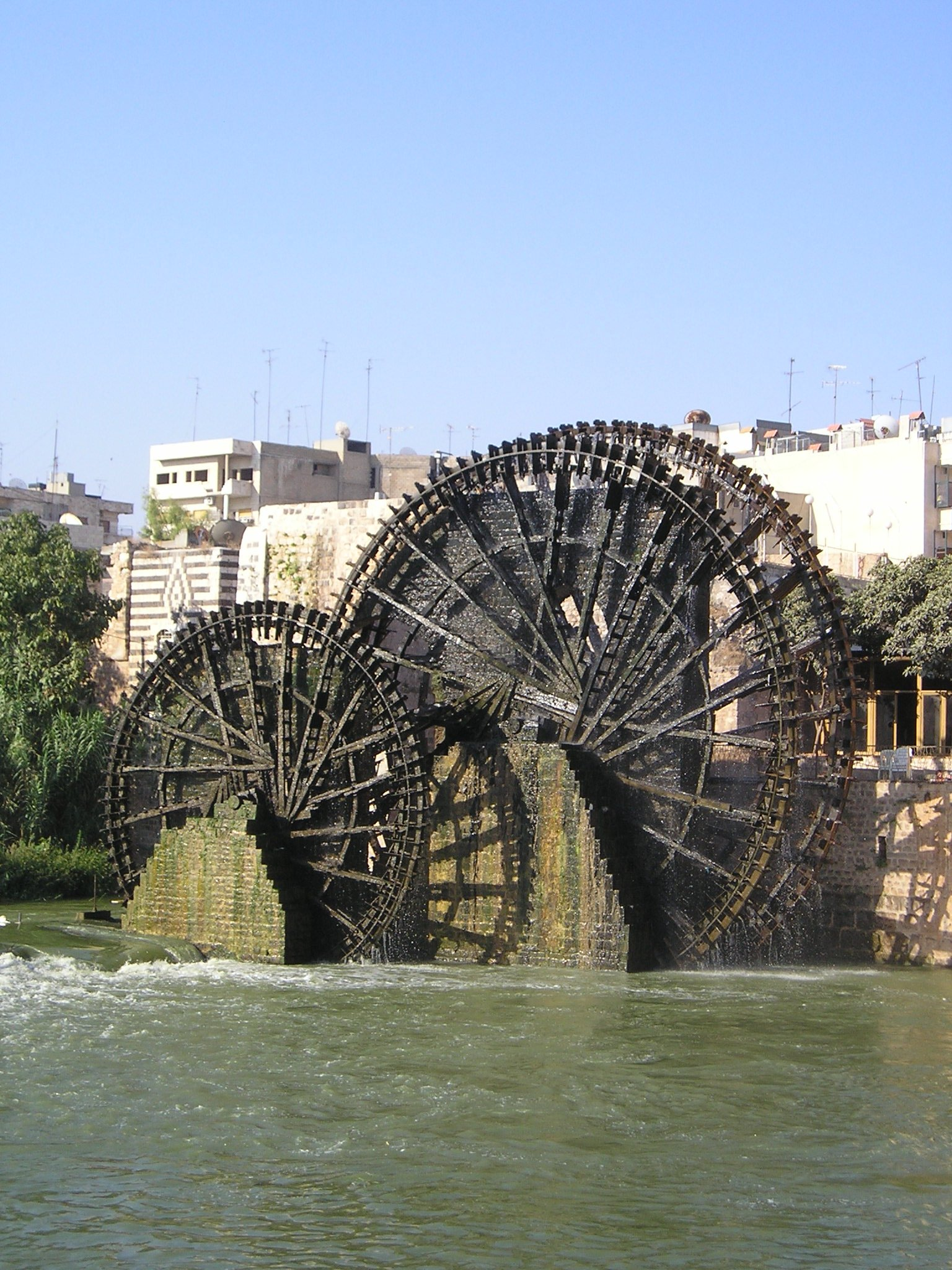
El riu Orontes amb 3 sínies davant del palau d'Azem

L'antic establiment d'Hamath fou ocupat des del Neolític a l'edat de ferro; va ser excavat entre 1931 i 1938 per un equip danès dirigit per Harald Ingholt. Es creu que era contemporani de Ras Shamra V (6000-5000 aC). El nivell L data del Calcolític, període d'Halaf. Els nivells hitites es troben per sota dels arameus, que daten del segle xi aC; en aquest temps sembla que els arameus dominaven la regió de l'Orontes i el Litani. Va formar un important estat arameu que va durar des del segle xi al IX aC.
La Bíblia informa que Hamath fou capital d'un Regne cananeu (Gènesi 10:18; 2 Reis 23:33; 24:21), el rei del qual va felicitar el rei David per la seva victòria sobre Hadadezer, rei de Soba (2 Samuel 8:9-11; 1 Cròniques 13:9-11). Salomó d'Israel va dominar Hamath per un temps i hi va construir uns magatzems (1 Reis 4:21-24; 2 Cròniques 8:4). El profeta Amós l'anomena Hamath la Gran. El nom podria derivar del fenici khamat ('fort'). Vers el 835 aC va passar a mans dels assiris, quan Salmanasar III (858-824 aC) en la seva campanya al nord de Síria va arribar a la ciutat; s'han trobat diverses inscripcions assíries. Irhuleni, rei d'Hamath, i Im-idri, rei d'Aram (la bíblica Bar-Hadad, Damasc), van formar una coalició de ciutats sirianes contra la invasió assíria; segons les fonts assíries els col·ligats disposaven de 4.000 carros de combat, 2.000 cavallers, 6.000 infants i 1.000 camellers àrabs; es va lliurar la Batalla de Qarqar i els assiris van sortir vencedors; el rei Salmanasar va seguir avançant i va arribar a la costa i fins i tot va capturar un vaixell; a l'any següent Salmanasar va intentar entrar a Hamath, però fou rebutjat. A la mort de Salmanasar l'aliança d'estats sirians es va desfer, i Aram (Damasc) va dominar per un temps sobre Hamath. El rei Zakir d'Hamath i La'ash, en una inscripció esmenta l'atac d'una coalició dirigida per Ben Hadad III fill d'Hasael, rei d'Aram, en la qual hi havia diversos estats menors, entre els quals Sam'al. Zakir fou assetjat a la seva fortalesa d'Hazrak, però es va salvar "per la intervenció del déu Be'elschamen. Finalment Aram va aconseguir el seu propòsit més tard, per acabar després caient en mans de Ja'udi-Sam'al, que tanmateix va dominar Hamath.

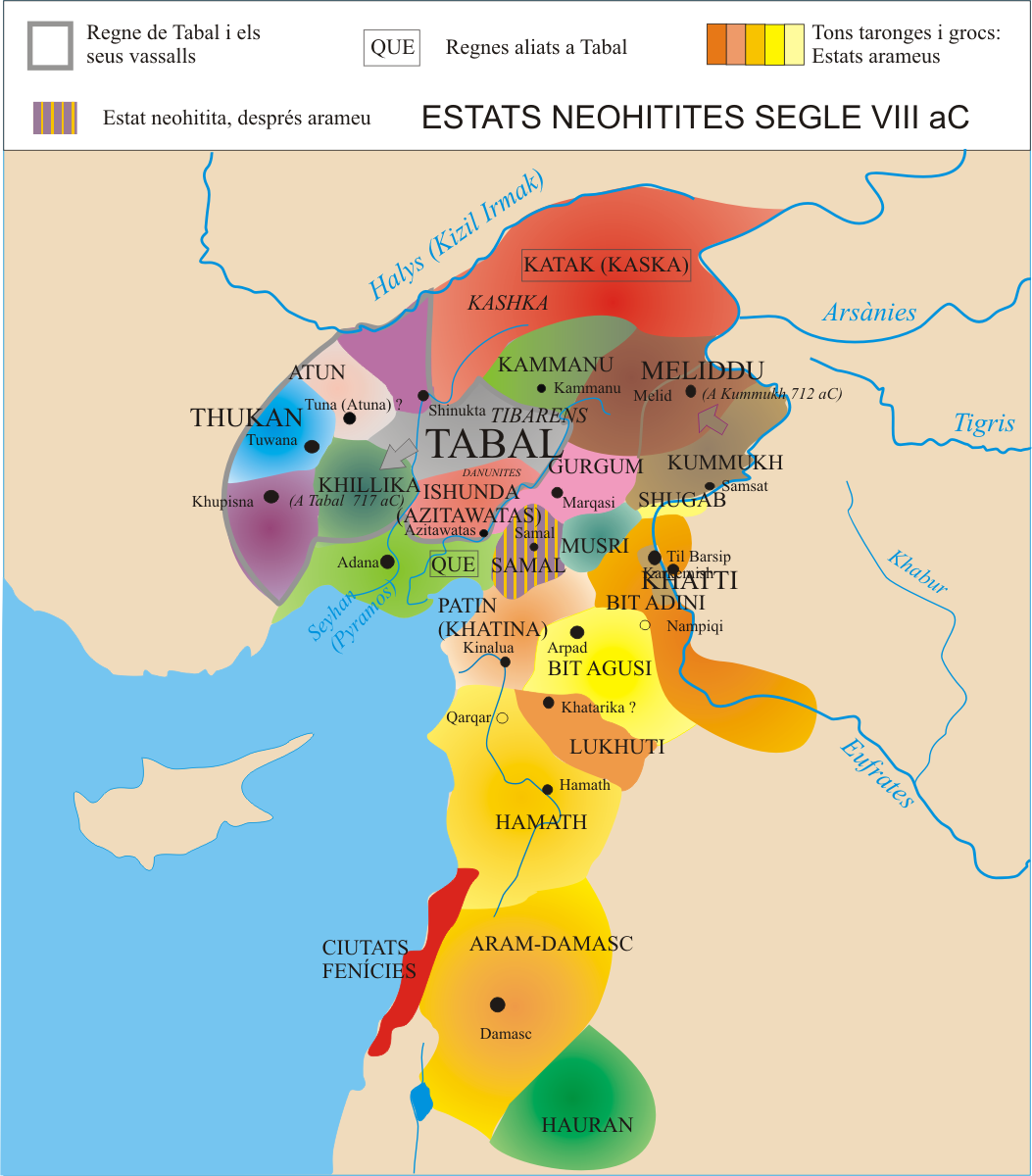
Estats arameus i neohitites al /VIII aC

El 743 aC Tiglath-Pileser III va conquerir diverses ciutats i pobles a la zona d'Hamath i va repartir territoris entre els seus generals; una part de la població fou traslladada per força a l'alt Tigris; el rei assiri va recaptar tribut del rei d'Hamath Eni-Îlu (Eniel). El 738 aC Hamath és a la llista de ciutats conquerides per les tropes assíries i uns 30.000 sirians de la zona d'Hamath foren deportats a les muntanyes Zagros.
Després de la caiguda del Regne d'Israel (vassall assiri vers el 730) Hamath va rebre un governador d'origen hebreu o de religió jueva, Yahu-Bihdi, que vers el 720 es va revoltar i es va proclamar rei; la revolta va ser sufocada al cap d'un o dos anys pel rei assiri Sargon II (va governar 722-705) que es va emportar cap a Nimrud el vori reial dels reis d'Hamath. Com a càstig Hamath fou cremada i va colonitzar l'àrea amb assiris; la derrota d'Hamath va causar un gran impacte al profeta Isaïes. Una part dels ciutadans van ser deportats a Samària.
Al segle vii Hamath depenia de Damasc. El 605 aC les restes de la guarnició egípcia de Karkemish fou aniquilada a Hamath pels babilonis del rei Nabucodonosor II de Babilònia. El 554-553 aC, Hamath fou objectiu de la campanya militar de Nabònides de Babilònia. Va estar sota domini de Babilònia fins al 539 aC i va passar després als perses (539 aC).
Dominada per Alexandre el Gran (332-323) va estar després dins els dominis d'Antígon el Borni. A la seva caiguda (301 aC) va passar als ptolemeus egipcis breument, fins al 198 aC, en què va quedar en mans dels selèucides; segurament fou en temps d'Antíoc IV Epífanes (174 aC-164 aC) quan va rebre el nom d'Epifania (Epiphania), que localment no va arrelar, però oficialment es va mantenir fins a la conquesta àrab. El 68 aC va passar als romans. Flavi Josep l'esmenta com Amathe. Aquila i Teodoret l'anomenen Emath-Epiphania.
El 395 va quedar dins l'Imperi Romà oriental, després Imperi Romà d'Orient, on fou part de la província Syria Secunda. L'historiador romà d'Orient Joan d'Epifania va néixer a la ciutat al segle vi.

### Història eclesiàstica

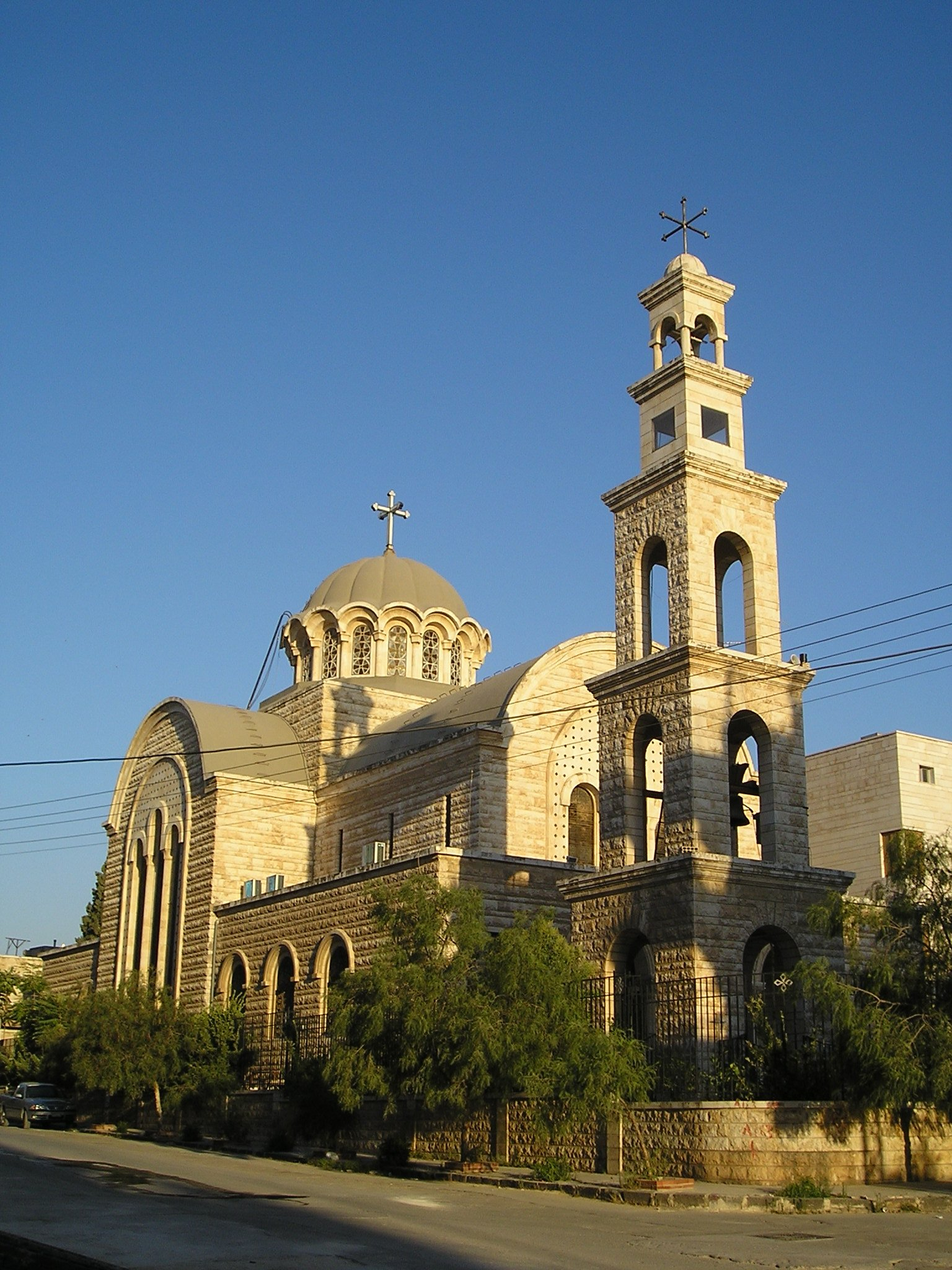
Església ortodoxa grega

Lequien (Oriens Christianus, II, 915-918) esmenta nou bisbes d'Epiphania, el primer dels quals, Maurici, és el Manikeios que signà les actes del primer concili de Nicea.
La diòcesi catòlica d'Hamatha o Amatha, sufragània d'Apamea, encara existeix. Té dos bisbes catòlics, un de melquita i un altre de ritus siríac, que són arquebisbes d'Emesus (Homs) i Amatha (Hamat); el primer resideix a Labroud i el segon a Homs. Els ortodoxos grecs tenen el seu propi bisbe (un a Homs i un altre a Hamat).

### Edat mitjana

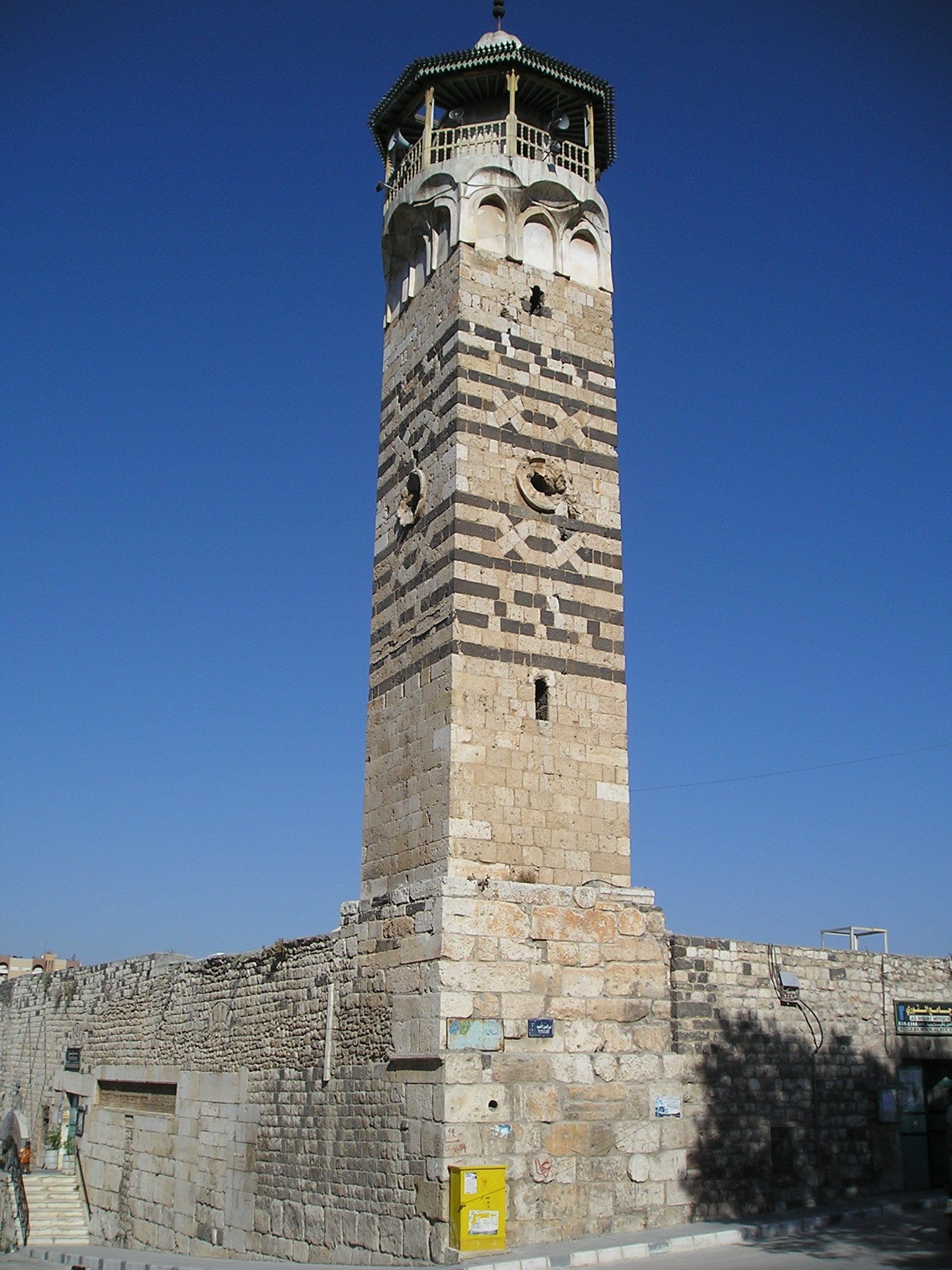
Mesquita al-Nuri

Fou conquerida per capitulació per Abu Ubaidah ibn al-Djarrah el 636 o 637; va recuperar llavors el seu antic nom sota les formes Hamath, Hamat, Hamah i Hama en el sentit de 'fortalesa'. Va formar part del jund d'Homs. Una mesquita es va construir damunt d'una església en temps dels omeies, i després es va reformar sota els abbàssides.
Sota els hamdànides va formar part del Principat d'Alep i la seva història va quedar lligada a aquesta ciutat. En l'expedició de Nicèfor Focas del 968 la gran mesquita fou incendiada. El 1004 els hamdànides foren enderrocats pel visir Lulu, i el seu fill i successor Hasan ibn Lulu ja fou poc més que un governador fatimita.
El 1015 la regió va caure en mans dels beduïns kilàbites personificats en Salih ibn Mirdas, que fundà la dinastia mirdàsida i que la va conservar en el repartiment de territoris entre tribus del 1023, sota sobirania del califa fatimita. Els fills de Salih es van repartir els territoris. El 1070 el mirdàsida Rashid al-Dawla Mahmud va fer pronunciar la khutba en nom del califa abbàssida al-Qaim i del soldà seljúcida Alp Arslan.
El 1071 el soldà es va presentar a la zona i va rebre homenatge, que no va passar de ser nominal. Les lluites entre prínceps mirdàsides (1075) van provocar una expedició del soldà Màlik-Xah I que hi envià son germà Tútuix I; en l'exèrcit d'aquest figuraven molts kilàbites i les forces de l'uqàylida Múslim ibn Qurayx de Mossul, que eren aliats secrets dels mirdàsides, i l'expedició va fracassar en no poder ocupar Alep. Tutush va tornar més endavant, el 1079, i l'emir mirdàsida Abu l-Fadail Sabik va donar el govern a l'uqàylida Múslim ibn Qurayx de Mossul. Aquest va morir el 1085 en lluita contra Sulayman ibn Kutulmish, que volia conquerir Alep; els habitants d'Alep van cridar a Tutush, però aquest es va haver de retirar davant son germà Malik Shah (1086), que en va donar el govern a Kasim al-Dawla Ak-Sunkur.
A la mort de Malik Shah, Ak Sunkur es va declarar per son germà Barkyaruq, però fou derrotat per Tutush i morí el 1094. Tutush es va apoderar d'Alep i Hamat; les va conservar fins a la seva mort el 1095, en què el va succeir el seu fill Ridwan, durant el govern del qual Hamath fou atacada i conquerida per un temps per Trancred, príncep de Galilea (1108). Ridwan fou succeït el 1113 pel seu fill Tadj al-Dawla Alp Arslan, que fou assassinat el 1114 i substituït per son germà Sultan Shah, un infant que va tenir com a regent un esclau del seu pare, de nom Lulu al-Yahya, i després del seu assassinat la regència va passar a l'emir ortúquida de Mardin i Mayyafarikin, Ilghazi I ibn Ortuk.
El 1114 (o ja el 1113) Hamat va passar a l'atabeg de Damasc Dhàhir-ad-Din Tughtikín, però el 1115 (o 1116) fou conquerida per Khirkhan ibn Karadja, governador d'Homs, que la va cedir immediatament al seu germà Shihab al-Din Mahmud. Aquest va morir el 1123 i va passar altra vegada a mans de Tughtikín de Damasc i el 1128 el seu fill i successor Taj-al-Muluk Burí la va cedir al seu fill Sevindj o Siwindj. El 1130 es va fer un acord entre Imad-ad-Din Zengi i Taj-al-Muluk Burí i aquest va enviar a la cort del primer Siwindj, el qual fou empresonat traïdorament. Zengi es va apoderar d'Hamat, on va entrar acompanyat de Khirkhan ibn Karadja, al qual va cedir la ciutat, però la va confiscar al cap de poc temps (1132). Imad al-Din Zengi va rebutjar els croats en una sèrie de campanyes. El 1133 un segon fill de Tadj al-Muluk Buri, de nom Ismail, es va apoderar d'Hamat i la va poder conservar fins al 1135, quan Zangi la va arrabassar.
A Zangi el va succeir el seu fill Nur al-Din Mahmud, que va deixar diverses construccions a la ciutat, especialment després del terratrèmol que el 1157 va destruir en part Hamath. A Nur al-Din el va succeir el seu fill Al-Malik al-Salih, però el 1174-1175 fou atacada i ocupada per Saladí. El 1178 Saladí la va cedir al seu nebot al-Muzaffar I Taki al-Din Umar (1178-1191). S'hi va formar llavors un principat aiúbida. El 1179 va néixer a la ciutat el geògraf àrab Yaqut al-Hamawí (1179-1229). El terratrèmol de Síria de 1202 va causar 30.000 morts directes, nombrosos danys a Nablus, Damasc i Hama i fins a 1,1 milions incloent els morts per fam i les epidèmies per les riuades del Nil.
El Principat aiúbida d'Hama no va fer cap intent de resistir durant la invasió dels mongols i es va declarar vassall del gran kan. Després de 1260 es va declarar vassall dels mamelucs egipcis. La línia principal es va extingir el 1299 i la comarca va esdevenir una niyaba mameluca, però el nebot del darrer príncep, el famós historiador al-Muayyad Abu l-Fida, va aconseguir mercès a la seva amistat amb el soldà al-Nasir Muhammad, ser nomenat governador el 1310 i després el 1320 va rebre el títol de soldà, que també li fou reconegut al seu fill i successor al-Malik al-Afdal Muhammad ibn Abu l-Fida (1331-1334). El 1334 fou destituït pel soldà i enviat a l'exili a Damasc, on va morir el 1342; Hamat fou annexionada al domini mameluc el 1334. Fou administrada per governadors mamelucs que residien a l'antic palau d'al-Malik al-Muzaffar I Taki al-Din Umar, avui en ruïnes. Al final del segle xiv va patir l'atac de Tamerlà, que es diu que va destruir la ciutadella. Les dues principals sínies de la ciutat, danyades, foren reconstruïdes pels mamelucs (segles XV i XVI), que també van arreglar l'aqüeducte.

### Domini otomà
El 1516 va passar als otomans i formà un liwa dependent de l'eyalet de Trípoli del Líban fins a la meitat del segle xviii, quan fou agregada al pashalik de Damasc com un feu o malikane del paixà. Asal Pasha al-Azm hi va fer construir un edifici que encara existeix, i es fa servir com a museu, conegut com a palau Azm, imitant el palau del mateix nom a Damasc. Al segle xix amb la reorganització administrativa va esdevenir capçalera d'un sandjak dependent del wilayat de Damasc. El 1906 es va obrir la via fèrria fins a Alep, d'un costat, i fins a Homs i Damasc, de l'altre. Vers 1900 tenia 60.000 habitants (xifra estable entre 1893 i 1930). Al segle xx tenia 9 sínies en servei d'un total de 18 que s'assenyalen operatives al segle xviii.

### Període modern
El 1919 va passar a França. Després de la independència va començar a créixer i el 1960 tenia uns 150.000 habitants. Era considerada un feu conservador dels Germans Musulmans. El 1964 es van produir disturbis seriosos amb uns quants morts i des del 1976 va participar en la revolta dels Germans Musulmans. El 1982 forces militars dirigides pel germà del president, Rifaat al-Assad, van ofegar la revolta local en sang, matant milers de ciutadans indiscriminadament en l'anomenada Massacre d'Hama; una part de la ciutat va quedar destruïda i la seva reconstrucció va modificar totalment l'aspecte de la ciutat. Els morts oscil·len entre 500 i 20.000, però no hi ha dades segures (els Germans Musulmans parlen fins i tot de 40.000 assassinats).

## Llista de reis arameus d'Hamath
- Diversos reis desconeguts
- To'u, vers després del 1000 aC
- Joram (Hadoram) vers 950 aC
- Zakir I, vers abans de 850 aC
- Irkhuleni, vers 850 aC
- Zakir II, vers 830 aC
- Zakir III, vers 765
- Enil-Ilu, vers 740-730
- Yahu-Bihdi (governador assiri vers 720-720), rei 720-719

## Emirs aiúbides de Hamah
- Al-Muzaffar I Taki al-Din Umar 1178 - 1191
- al-Mansur I Muhammad ibn Taki al-Din Umar 1191 - 1221
- Al-Nasir ibn Sulayman 1221 - 1229
- Al-Muzaffar II ibn Sulayman 1229 - 1244
- Al-Mansur II ibn al-Muzaffar 1244 - 1284
- Al-Muzaffar III ibn al-Mansur 1284 - 1299
- Al-Muayyad Abu l-Fida 1310 - 1331
- Al-Afdal ibn Abu l-Fida 1331 - 1334